# Carina Teutenberg

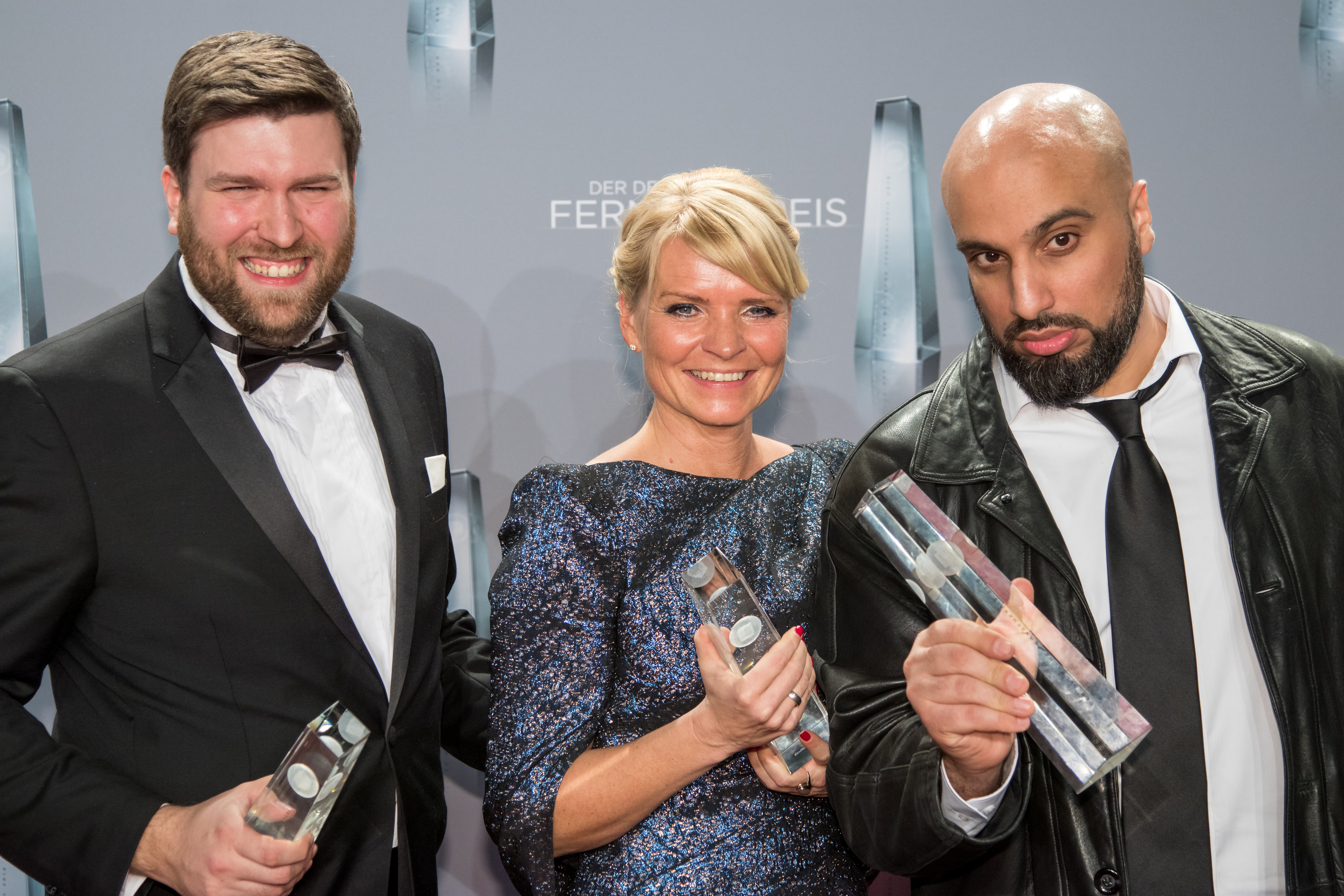
Carina Teutenberg (Mitte) bei der Verleihung des Deutschen Fernsehpreis 2018 für Endlich Klartext! – Der große RTL II Politiker-Check

Carina Teutenberg (* 1977 in Meppen) ist eine deutsche Journalistin, TV-Managerin und Unternehmerin. 

## Leben
Nach einem Studium der Betriebswirtschaftslehre, Psychologie und Publizistik in Berlin arbeitete sie zunächst als Reporterin und Moderatorin. Als Redaktionsleiterin von Galileo und als Chefredakteurin von ProSieben. 
Bis 2015 war sie  Senior Vice President Factual bei ProSiebenSat.1 TV Deutschland und Chefredakteurin der Sendergruppe. Im März 2015 verließ sie das Unternehmen auf eigenen Wunsch.
Seit 2018 leitete Carina Teutenberg als Geschäftsführerin und Produzentin die Bvision Media GmbH in Berlin. Anfang 2020 verließ sie die Medienbranche und baute mit Sunnyside Fasten & Retreats eine Gesundheits- und Wellbeing-Marke auf. Sie bietet Retreats mit Fasten, Yoga und Breathwork im Ruppiner Seenland, auf Mallorca und in den Alpen an. 
Teutenberg ist mit dem Schauspieler, Regisseur und Produzenten Oliver Jahn verheiratet.

## Auszeichnungen
- 2008 Deutscher Fernsehpreis (Nominierung Beste Reality-Sendung "Deine Chance")
- 2010 Grimme-Preis (Galileo Spezial)
- 2010 Rose d’Or (Galileo Spezial)
- 2013 Deutscher Fernsehpreis (Nominierung beste Nachrichtensendung)
- 2018 Deutscher Fernsehpreis (Beste Information) als Produzentin von Endlich Klartext! – Der große RTL II Politiker-Check